# Zygmunt Robakiewicz
Zygmunt Robakiewicz (ur. 8 marca 1885 w Płocku, zm. ?) – polski działacz niepodległościowy, urzędnik, starosta w okresie II Rzeczypospolitej.

## Życiorys
Urodził się 8 marca 1885 w Płocku, ówczesnej stolicy guberni płockiej, w rodzinie Jana i Bronisławy z Gradomskich. Ukończył Gimnazjum Męskie na Pradze w Warszawie.
W okresie II RP pełnił funkcję starosty powiatu krzemienieckiego (1. poł. lat 20.), starosty powiatu grodzieńskiego na przełomie lat 20./30., starosty powiatu nadwórniańskiego.
Został aresztowany i oskarżony o nadużycia finansowe. Pierwotnie stanął przed sądem w Grodnie, gdzie za popełnione na tym terenie w latach 1933–1935 nadużycia i zadłużenia na łączną sumę kilkudziesięciu złotych został skazany na karę jednego roku pozbawienia wolności. W międzyczasie zostały ujawnione jego niezgodne z prawem działania w starostwie nadwórniańskim, gdy od 1928 do 1932 jako przewodniczący Wydziału Powiatowego dokonał przywłaszczeń. W związku z tym został odstawiony z Grodna do Stanisławowa. Wyrokiem tamtejszego sądu z 14 stycznia 1938 został skazany na karę czterech lat pozbawienia wolności z zaliczeniem aresztu od marca 1937, ponadto zasądzono powództwo cywilne w wysokości ok. 17 tys. zł i poniesienie przez niego kosztów sądowych (skazany został także były sekretarz rady Stawiński). 26 kwietnia 1938 wyrokiem sądu w Wilnie został skazany na karę pozbawienia wolności jednego roku w sprawie nadużyć na szkodę Komunalnej Kasy Oszczędności w Grodnie. 4 czerwca 1938 Sąd Apelacyjny w Wilnie utrzymał w mocy wyrok pierwszej instancji sądu w Stanisławowie i skazał Z. Robakiewicza na karę czterech lat pozbawienia wolności i pięć lat pozbawienia praw obywatelskich.
Na początku 1938 na murach pałacu w Wiśniowcu ustanowiono tablicę poświęconą Zygmuntowi Robakiewiczowi.

## Ordery i odznaczenia
- Krzyż Niepodległości – 6 czerwca 1933 „za pracę w dziele odzyskania niepodległości”[16][1][17]
- Krzyż Kawalerski Orderu Odrodzenia Polski – 2 maja 1923[18] „za zasługi, położone w dziedzinie administracji państwowej na Kresach”[19]
- Złoty Krzyż Zasługi – 7 listopada 1929[20]